# Wild Things (The Creatures)
| Recensione | Giudizio |
| ---------- | -------- |
| AllMusic   | link     |

Wild Things è l'EP d'esordio del duo inglese voce-batteria The Creatures, pubblicato il 25 settembre 1981.

## Il disco
È la prima pubblicazione del duo (la cantante Siouxsie e del musicista Budgie) ed è stato distribuito come due singoli da 7" in una copertina di carta stile "doppio album" ed è solitamente indicato come EP. Ha raggiunto il n° 24 della classifica britannica, e la coppia ha eseguito Mad Eyed Screamer a Top of the Pops. L'EP è stato completamente rimasterizzato nel 1997 e ristampato come parte della raccolta A Bestiary Of.

### Storia
L'idea iniziale di Wild Things per The Creatures, è nata durante le sessioni di registrazione dell'album di Siouxsie and the Banshees Juju. Mentre il bassista Steven Severin e il chitarrista John McGeoch si sono concessi una pausa, Siouxsie e il batterista Budgie hanno composto la canzone But Not Them. Decidendo che era completa come un pezzo voce-batteria, l'hanno lasciato così, e rapidamente hanno registrato altre quattro tracce minimali per accompagnarlo. Il risultato è stato l'EP Wild Things (chiamato così da Severin, che dopo averlo ascoltato, ha detto che sembrava come le creature del libro Nel paese dei mostri selvaggi che avrebbero ballato sull'isola). I Banshees hanno inglobato nei concerti le canzoni But Not Them e Thumb per molti anni a venire.
So Unreal è stato ispirato dal romanzo La fabbrica delle mogli di Ira Levin e Mad Eyed Screamer da persone del luogo che si sono incontrati a Hyde Park a Londra.
La copertina d'arte erotica con Siouxsie e Budgie mezzi nudi sotto la doccia sono stati ispirati dalle immagini di Man Ray; l'opera ha causato qualche polemica. Un altro scatto, ispirato dal dipinto Ophelia di John Millais, vede la cantante nuda sotto molti fiori e acque poco profonde.

### Lascito
La cantante Kate Jackson dei The Long Blondes ha classificato So Unreal come una delle sue canzoni preferite, dicendo: "Siouxsie [ha avuto] testi taglienti e voce staccato. Budgie è uno dei batteristi più interessanti al mondo che usa suoni di batteria melodici e ritmici che caratterizza questo duo voce / tamburo. Si può sentire la passione l'un per l'altro in queste registrazioni, sono così vivi, pur essendo così minimali".

## Tracce
Testi di Sioux, musiche dei Creatures, eccetto ove indicato.
- DISCO 1

Lato A
1. Mad Eyed Screamer
2. So Unreal

Lato B
1. But Not Them

- DISCO 2

Lato A
1. Wild Thing (Taylor)

Lato B
1. Thumb

## Formazione
- Sioux - voce
- Budgie - batteria, percussioni, marimba

## Fonti
- The Creatures Biography Thecreatures.com. Biography written by drummer Budgie, April 2000.
- Paytress, Mark. Siouxsie & the Banshees: The Authorised Biography. Sanctuary, 2003. ISBN 1-86074-375-7